# Sture Gadd (journalist)
Sture Magnus Gadd, född 4 augusti 1945 i Helsingfors, död där 30 januari 2020, var en finlandssvensk journalist och politiker. Han arbetade vid Hufvudstadsbladet från 1969.
Gadd studerade juridik vid Helsingfors universitet men avlade inte någon examen. Han var chefredaktör för Studentbladet 1969–1970 och började som sommarvikarie på Hufudstadsbladet där han tjänstgjorde under hela sitt yrkesliv, bland annat som nattchef och utrikesredaktör. Han var också ordförande för Finlands svenska publicistförbund 1979–1984 och 1986–1987 och satt i Helsingfors stadsfullmäktige som obunden SFP-medlem 1996–2012. Under åren 1976–1978 undervisade han i praktisk journalistik vid Svenska social- och kommunalhögskolan.